# Anaspidiotus immaculatus
Anaspidiotus immaculatus är en insektsart som först beskrevs av Green 1904.  Anaspidiotus immaculatus ingår i släktet Anaspidiotus och familjen pansarsköldlöss. Inga underarter finns listade i Catalogue of Life.